# Peter Yeldham
Peter Alan Yeldham OAM (* 25. April 1927 in Smithtown, New South Wales, Australien; † 20. September 2022) war ein langjährig in Großbritannien arbeitender australischer Schriftsteller sowie Bühnen- und Drehbuchautor.

## Leben

### Frühzeit in Australien
Nachdem Yeldham mit 16 Jahren die Schule verlassen hatte, arbeitete er im Outback des heimischen Australiens zunächst als Farmarbeiter. Als junger Mann ging er nach Sydney und verdiente sich seine ersten Mediensporen als Laufbursche beim dortigen Rundfunksender Radio 2GB. Bei Kriegsende 1945 konnte er erste Manuskripte veröffentlichen und betreute in dem Magazin The Listener eine eigene, wöchentliche Kolumne. Nach seinem Einsatz bei der australisch-britischen Besatzungsarmee in Japan kehrte Yeldham zum Rundfunk und zur Zeitung zurück. 1956 übersiedelte Peter Yeldham mit seiner Familie nach Großbritannien, wo er die kommenden 20 Jahre blieb.

### Drehbucharbeit in Großbritannien
1957 begann Yeldham in London seine Laufbahn als Drehbuchautor für das Fernsehen. Ein Lohnarbeiter in Sachen Massen- und Serienunterhaltung, verfasste der Wahl-Brite in den kommenden Jahrzehnten eine Fülle von Büchern zu seinerzeit beliebten Serien, anfänglich oftmals aus dem Polizei- und Kriminellenmilieu. Seit Beginn der 1960er Jahre kamen auch Aufträge für TV-Einzelproduktionen hinzu, gelegentlich verfasste er in diesem Jahrzehnt aber auch die Manuskripte zu international besetzten, für die Kinosäle bestimmten und an exotischen Schauplätzen spielenden Abenteuer-, Kriminal- und Agentengeschichten wie beispielsweise Die Verdammten der Blauen Berge, In Beirut sind die Nächte lang, L – Der Lautlose und Marrakesch. Keiner dieser Filme besaß intellektuell herausstehendes Niveau, es handelte sich dabei jedoch um handwerklich ordentlich umgesetzte Mainstream-Unterhaltung. Trotz dieser Ausflüge zum Kinofilm blieb Peter Yeldham – seit 1976 wieder zurück in Australien – bis ins 21. Jahrhundert hinein zumeist ein Drehbuchautor des Fernsehens, der thematisch nahezu sämtliche Genres bediente. Für seine Verdienste um die Kunst, insbesondere als Drehbuchautor, wurde er 1991 mit der Medaille des Order of Australia ausgezeichnet.

### Literarische Veröffentlichungen
Yeldham veröffentlichte vor allem in seiner späten Schaffensperiode auch eine Fülle von Büchern, darunter The Currency Lads (1988). Reprisal (1994), Without Warning (1995), Two Sides of a Triangle (1996), A Bitter Harvest (1997), Against the Tide (1999), Land of Dreams (2002), A Distant Shore (2009), Glory Girl (2010), The Murrumbidgee Kid (2007), Barbed Wire and Roses (2008), Above the Fold (2014) und Dragons in the Forest (2016). Zu seinen Bühnenwerken zählen Birds on the Wing (1969), Split down the Middle (1998), Seven Little Australians (1988, ein Musical), Birds on the Wing (1970), Jedem das Seine (1977), Lighting Up Time: A Comedy (1977), But She Won’t Lie Down: A Comedy Thriller in Two Acts (1978) und My Friend Miss Flint (1984). Mehrere seiner Stücke, darunter die Komödien Auf und davon (1970), Bleib’ wie du bist (1973) und Jedem das Seine (1977), wurden auch für das deutsche Fernsehen adaptiert.

## Filmografie

### Kino
- 1963: Die Karriere des Chick B. (The Comedy Man)
- 1964: Die Verdammten der Blauen Berge (Code 7, Victim 5)
- 1964: Blonde Fracht für Sansibar (Mozambique)
- 1964: In Beirut sind die Nächte lang (Twenty-Four Hours to Kill)
- 1965: Geheimnis im blauen Schloß (Ten Little Indians)
- 1965: L – Der Lautlose (The Liquidator)
- 1966: Marrakesch (Our Man in Marrakesh)
- 1967: Der Kampf (The Long Duel)
- 1968: Das Mädchen vom Korallenriff (Age of Consent)
- 1972: Ruf der Wildnis (THe Call of the Wild)

### Fernsehen
- 1957: Shadow Squad (Serie)
- 1958: Emergency Ward 10 (Serie)
- 1959: London 999 (Serie)
- 1959–62: Propation Offizier (Serie)
- 1961–62: No Hiding Place (Serie)
- 1962: Reunion Day
- 1970: The Juggler
- 1971: Birds on the Wing (Serie)
- 1973: Harriet‘s Backin Town (Serie)
- 1974: Rooms
- 1978: Run from the Morning
- 1979: Ride on Stranger
- 1979: Golden Soak
- 1980: Wildes weites Land (The Timeless Land) (Serie)
- 1980: Sporting Chance
- 1981: Spur nach Levkas (Levkas Man)
- 1982: All the Rivers Run
- 1982: 1915 (TV-Mehrteiler)
- 1985: Flight into Hell
- 1986: The Far Country
- 1986: Tusitala (TV-Mehrteiler)
- 1987: Wind und Sterne (Captain James Cook) (auch Produktionsleitung)
- 1988: The Heroes (TV-Mehrteiler)
- 1988: The Alien Years
- 1989: Naked Under Capricorn
- 1990: The Private War of Lucinda Smith
- 1990: The Lancaster Miller Affair
- 1991: Heroes II: The Return
- 1994: The Battlers
- 1996: Missbrauchte Kinder (Whipping Boy)
- 1997: Reprisal
- 1999: Die Maske des Schreckens (Without Warning)
- 2002: The Hostages
- 2004: Jessica (TV-Mehrteiler)